# Université orientale
L'université orientale (Восточный университет ou ISV), de son nom officiel Негосударственное образовательное частное учреждение высшего профессионального образования Институт стран Востока, Établissement d'enseignement supérieur privé institut des pays d'Orient, est un établissement supérieur d'enseignement privé fondé en 1994 à Moscou par l'institut d'études orientales de l'académie des sciences de Russie et qui est plus communément appelé université orientale (nom officiel jusqu'en 2010). Son recteur actuel est Mme Nelly Khriachtcheva.
Toutes les matières concernant les langues, la littérature, l'histoire, la religion, la sociologie, l'économie, etc. des deux tiers des pays du monde y sont étudiées, de l'Extrême-Orient à l'Afrique du Nord, et de la Chine à l'Océanie. Ce sont les chercheurs de l'institut d'études orientales qui mettent au point les programmes et les manuels d'études. Sur les quatre-vingt-cinq enseignants de l'université, il y a un académicien de l'académie des sciences de Russie et trente-cinq docteurs d'histoire (dont l'algérianiste Robert Landa), ainsi que trente candidats au doctorat d'État.
Les étudiants doivent connaître au minimum une langue orientale (dans les faits au moins deux) plus une langue étrangère occidentale à la fin de leurs études.